# Barbara Bosson
Pour les articles homonymes, voir Bosson.
Barbara Bosson est une actrice américaine née le 1er novembre 1939 à Charleroi (Pennsylvanie) et morte le 18 février 2023 à Los Angeles (Californie).

## Filmographie

### Télévision

#### Téléfilms
- 1976 : Richie Brockelman: The Missing 24 Hours de Hy Averback : Sharon Peterson
- 1978 : Operating Room de Bruce Paltrow :
- 1984 : Calendrier sanglant (en) (Calendar Girl Murders) de William A. Graham : Nancy
- 1985 : Les Otages (Hostage Flight) de Steven Hilliard Stern : Roberta Spooner
- 1990 : Jury Duty: The Comedy de Michael Schultz : Brattner

#### Séries télévisées
- 1969 : Mannix : Miss Riley
- 1972 : Longstreet : Teller
- 1972 : Emergency! (en) : Mrs Collins
- 1972 : Opération danger (Alias Smith and Jones) : Mrs Schwedes
- 1972 : L'Homme de fer (Ironside) : Katie
- 1973 : Griff (en) : Zena
- 1974 et 1976 : McMillan (McMillan & Wife) : Della Wheatley / Roz Beach
- 1975 : Sunshine : Ms Cox
- 1976 : Delvecchio (en) : Nancy Travis
- 1978 : Richie Brockelman : Sharon Diederson
- 1981-1986 : Capitaine Furillo (Hill Street Blues) : Fay Furillo
- 1986 : Harry Fox, le vieux renard (en) (Crazy Like a Fox) :
- 1986 : La Loi de Los Angeles (L.A. Law) : Stacey Gill
- 1986 : Mike Hammer (Mickey Spillane's Mike Hamme) : Mrs Wayne
- 1987 : ABC Afterschool Special : Donna Crandall
- 1987-1989 : Flic à tout faire (en) (Hooperman) : Capitaine C.Z. Stern
- 1988 : Hôtel (Hotel) : Sydney Page
- 1988 : Arabesque (Murder, She Wrote) : Diane Raymond
- 1989 : CBS Schoolbreak Special : Kathy Gluesenkamp
- 1990 : Cop Rock : Louise Plank
- 1992-1993 : Guerres privées (Civil Wars) : Juge Babyak
- 1994 : Star Trek: Deep Space Nine : Roana
- 1994 : New York Police Blues (NYPD Blue) : Miriam Davis
- 1995 : Loïs et Clark : Les Nouvelles Aventures de Superman (Lois & Clark: The New Adventures of Superman) : Dr Friskin
- 1995-1997 : Murder One : Miriam Grasso
- 1997 : Murder One: Diary of a Serial Killer : Miriam Grasso
- 1997 : Total Security : Pamela Chapin